# Az Európai Unió ügynökségei
Az Európai Unió ügynökségei az uniós intézményektől független, általában az Európai Unió Tanácsa által rendeletileg életre hívott önálló jogi személyiséggel rendelkező szervek (háttérintézmények), amelyeket az uniós jog alapján, az Unió Intézményeit és az unió polgárait segítő szakmai, szakpolitikai feladatok elvégzése céljából hoztak létre.

## Decentralizált ügynökségek
A decentralizált ügynökségek az uniós szakpolitikák végrehajtásában működnek közre. Segítik az uniós intézményeket a szakpolitikák végrehajtásában és a döntések meghozatalában. Unió-szerte számos tagországban működnek decentralizált ügynökségek.
| Hivatalos elnevezés | Rövidítés | Helyszín                               | Ország                                               | Alapítás ideje | Tagállamok és megfigyelők |
| --- | --------- | -------------------------------------- | ---------------------------------------------------- | -------------- | --- |
| Európai Munkahelyi Biztonsági és Egészségvédelmi Ügynökség                                                                                       | EU-OSHA   | Bilbao                                 | Spanyolország                                        | 1994           | tagok: Az Európai Unió tagállamai, Európai Bizottság |
| Európai Szakképzésfejlesztési Központ | Cedefop   | Szaloniki                              | Görögország                                          | 1975           | tagok: Az Európai Unió tagállamai megfigyelők: Izland, Norvégia |
| Európai Alapítvány az Élet- és Munkakörülmények Javításáért                                                                                      | EUROFOUND | Dublin                                 | Írország                                             | 1975           | tagok: Az Európai Unió tagállamai, Európai Bizottság megfigyelők:Európai Szabadkereskedelmi Társulás                                                                             |
| Európai Környezetvédelmi Ügynökség | EEA       | Koppenhága                             | Dánia                                                | 1994           | tagok: Az Európai Unió tagállamai, Izland, Liechtenstein, Norvégia, Svájc, Törökország co-operating: Albánia, Bosznia and Hercegovina, Macedónia, Montenegró, Szerbia            |
| Európai Innovációs és Technológiai Intézet | EIT       | Budapest                               | Magyarország                                         | 2010           | tagok: Az Európai Unió tagállamai |
| Európai Képzési Alapítvány (ETF) | ETF       | Torino                                 | Olaszország                                          | 1994           | tagok: Az Európai Unió tagállamai, Európai Bizottság |
| A Kábítószer és a Kábítószer-függőség Európai Megfigyelőközpontja                                                                                | EMCDDA    | Lisszabon                              | Portugália                                           | 1993           | tagok: Az Európai Unió tagállamai, Európai Bizottság, Európai Parlament, Norvégia megfigyelők: Törökország                                                                       |
| Európai Gyógyszerügynökség | EMA       | London (1995-2019) Amszterdam (2019-)  | Egyesült Királyság (1995-2019) Hollandia (2019-)     | 1995           | tagok: Az Európai Unió tagállamai, Európai Bizottság, Európai Parlament megfigyelők: Izland, Liechtenstein, Norvégia                                                             |
| Az Európai Unió Szellemi Tulajdoni Hivatala | EUIPO     | Alicante                               | Spanyolország                                        | 1994           | tagok: Az Európai Unió tagállamai, Európai Bizottság |
| Közösségi Fajtaoltalmi Hivatal | CPVO      | Angers                                 | Franciaország                                        | 1994           | tagok: Az Európai Unió tagállamai, Európai Bizottság |
| Az Európai Unió Szerveinek Fordítóközpontja | CdT       | Luxembourg                             | Luxembourg                                           | 1994           | tagok: Az Európai Unió tagállamai, Európai Bizottság |
| Európai Élelmiszerbiztonsági Hatóság | EFSA      | Parma                                  | Olaszország                                          | 2002           | tagok: Az Európai Unió tagállamai megfigyelők Európai Bizottság, Izland, Norvégia, Svájc                                                                                         |
| Európai Tengerészeti Biztonsági Ügynökség | EMSA      | Lisszabon                              | Portugália                                           | 2002           | tagok: Az Európai Unió tagállamai, Európai Bizottság, Izland, Norvégia |
| Európai Repülésbiztonsági Ügynökség | EASA      | Köln                                   | Németország                                          | 2003           | tagok: Az Európai Unió tagállamai, Európai Bizottság, Izland, Liechtenstein, Norvégia, Svájc megfigyelők: Albánia, Bosznia és Hercegovina, Makedónia, Montenegró, Szerbia, UNMIK |
| Az Európai Uniós Hálózat- és Információbiztonsági Ügynökség                                                                                      | ENISA     | Heraklion                              | Görögország                                          | 2005           | tagok: Az Európai Unió tagállamai |
| Európai Betegségmegelőzési és Járványvédelmi Központ                                                                                             | ECDC      | Stockholm                              | Svédország                                           | 2005           | tagok: Az Európai Unió tagállamai, Európai Bizottság, Európai Parlament megfigyelők: Izland, Liechtenstein, Norvégia                                                             |
| Európai GNSS Ügynökség | GSA       | Prága                                  | Csehország                                           | 2004           | tagok: Az Európai Unió tagállamai, Európai Bizottság megfigyelők: Norvégia, Európai Űrügynökség                                                                                  |
| Az Európai Unió Vasúti Ügynöksége | ERA       | Valenciennes and Lille                 | Franciaország                                        | 2004           | tagok: Az Európai Unió tagállamai, Európai Bizottság, Norvégia |
| Európai Halászati Ellenőrző Hivatal | EFCA      | Vigo                                   | Spanyolország                                        | 2005           | tagok: Az Európai Unió tagállamai, Európai Bizottság |
| Európai Vegyianyag-ügynökség | ECHA      | Helsinki                               | Finnország                                           | 2007           | tagok: Az Európai Unió tagállamai, Európai Bizottság, Európai Parlament megfigyelők: Izland, Norvégia                                                                            |
| Nemek Közötti Egyenlőség Európai Intézete | EIGE      | Vilnius                                | Litvánia                                             | 2007           | tagok: Az Európai Unió tagállamai |
| Európai Védelmi Ügynökség | EDA       | Brüsszel                               | Belgium                                              | 2004           | tagok: Az Európai Unió tagállamai kivéve Dániát; Európai Bizottság társult tag:: Norvégia                                                                                        |
| Az Európai Unió Biztonságpolitikai Kutatóintézete                                                                                                | ISS       | Párizs                                 | Franciaország                                        | 2001           | |
| Az Európai Unió Műholdközpontja | SatCen    | Torrejón de Ardoz                      | Spanyolország                                        | 2002           | |
| Az Európai Unió Bűnüldözési Képzési Ügynöksége                                                                                                   | CEPOL     | Bramshill (2005–2014) Budapest (2014–) | Magyarország                                         | 2005           | tagok: Az Európai Unió tagállamai associates: Izland, Norvégia, Svájc |
| Európai Rendőrségi Hivatal | Europol   | Hága                                   | Hollandia                                            | 1999           | tagok: Az Európai Unió tagállamai |
| Eurojust | Eurojust  | Hága                                   | Hollandia                                            | 2002           | tagok: Az Európai Unió tagállamai |
| Az Európai Unió Alapjogi Ügynöksége | FRA       | Bécs                                   | Ausztria                                             | 2007           | tagok: Az Európai Unió tagállamai, Európai Bizottság, Európa Tanács |
| Az Európai Elektronikus Hírközlési Szabályozók Testületének Hivatala                                                                             | BEREC     | Riga                                   | Lettország                                           | 2010           | tagok: Az Európai Unió tagállamai, Európai Bizottság |
| Európai Rendszerkockázati Testület | ESRB      | Frankfurt                              | Németország                                          | 2010           | [ 26 ] |
| Energiaszabályozók Együttműködési Ügynöksége | ACER      | Ljubljana                              | Szlovénia                                            | 2011           | |
| Európai Bankhatóság (EBH) | EBA       | London (2011-2019) Párizs (2019-)      | Egyesült Királyság (2011-2019) Franciaország (2019-) | 2011           | [ 27 ] |
| Az Európai Értékpapír-piaci Hatóság | ESMA      | Párizs                                 | Franciaország                                        | 2011           | [ 28 ] |
| Európai Biztosítás- és Foglalkoztatóinyugdíj-hatóság                                                                                             | EIOPA     | Frankfurt                              | Németország                                          | 2011           | [ 29 ] |
| Európai Menekültügyi Támogató Hivatal | EASO      | Valletta                               | Málta                                                | 2011           | |
| A Szabadságon, a Biztonságon és a Jog Érvényesülésén Alapuló Térség Nagyméretű IT-rendszereinek Üzemeltetési Igazgatását Végző Európai Ügynökség | eu-LISA   | Tallinn                                | Észtország                                           | 2012           | |
| Európai Határ- és Partvédelmi Ügynökség | Frontex   | Varsó                                  | Lengyelország                                        | 2016           | tagok: Az Európai Unió tagállamai, kivéve: Egyesült Királyság és Írország, valamint a Schengeni egyezményt aláíró, nem EU tagállamok.                                            |
| Európai Munkaügyi Hatóság | ELA       | Pozsony                                | Szlovákia                                            | 2019           | tagok: Az Európai Unió tagállamai, Európai Bizottság, Európai Parlament |

1. 1 2 3 4  Mivel az Egyesült Királyság 2019 március 30-ával elhagyja az Európai Uniót, Az EU 2017. november 20-án a Brexittel kapcsolatos tárgyalások során az ügynökség Párizsba illetve Amszterdamba történő áthelyezéséről döntött.[8]

## Végrehajtó ügynökségek
amelyeket az Európai Bizottság meghatározott időtartamra hoz létre, irányítási feladatokat látnak el az uniós programok végrehajtásával kapcsolatban .
| Hivatalos név                                                               | Rövidítés | Helyszín   |
| --------------------------------------------------------------------------- | --------- | ---------- |
| Kkv-ügyi Végrehajtó Ügynökség                                               | EASME     | Brüsszel   |
| Oktatási, Audiovizuális és Kulturális Végrehajtó Ügynökség                  | EACEA     | Brüsszel   |
| Fogyasztó-, Egészség-, Élelmiszerügyi és Mezőgazdasági Végrehajtó Ügynökség | Chafea    | Luxembourg |
| Innovációs és Hálózati Projektek Végrehajtó Ügynökség                       | INEA      | Brüsszel   |
| Kutatási Végrehajtó Ügynökség                                               | REA       | Brüsszel   |
| Az Európai Kutatási Tanács Végrehajtó Ügynöksége                            | ERCEA     | Brüsszel   |

## EURATOM-ügynökségek és -szervek
| Hivatalos elnevezés                                         | Rövidítés | Helyszín   |
| ----------------------------------------------------------- | --------- | ---------- |
| Euratom Ellátási Ügynökség                                  | ESA       | Luxembourg |
| Fúziósenergia-fejlesztési és ITER Európai Közös Vállalkozás | F4E       | Barcelona  |

## Egyéb szervezetek
| Hivatalos elnevezés                                                                    | Rövidítés | Helyszín          |
| -------------------------------------------------------------------------------------- | --------- | ----------------- |
| Európai Adatvédelmi Biztos                                                             | EDPS      | Brüsszel          |
| Az európai politikai pártokkal és európai politikai alapítványokkal foglalkozó hatóság |           | Európai Parlament |